# Casalbuttano ed Uniti
Casalbuttano ed Uniti (Cazalbütàan in dialetto cremonese) è un comune italiano di 3 763 abitanti della provincia di Cremona in Lombardia.

## Geografia fisica
Il comune è situato nella bassa pianura padana tra i fiumi Oglio e Po, a 14 chilometri di distanza in linea d'aria da Cremona. Il capoluogo del comune, Casalbuttano, si trova lungo il percorso dell'ex strada statale 498. Il Naviglio Civico divide il capoluogo dalla frazione San Vito, mentre l'altra frazione, Polengo, si trova 2 km a sud.

## Storia
Alcuni ritrovamenti risalenti all'età del bronzo, e altri reperti (per esempio monete romane) del I secolo a.C. fanno supporre che esistessero insediamenti umani nella zona già da quell'epoca, anche se ad oggi ciò non è stato dimostrato.
Il suffisso longobardo -eng rilevabile nel nome della frazione Polengo, porta a ritenere che la località esistesse nell'alto medioevo.
Notizie certe sull'esistenza dell'abitato di Casalbuttano arrivano però dall'XI e dal XII secolo, epoca nella quale si sa che in paese fu eretto un castello, demolito però nel '700. Il paese fu dato alle fiamme nel 1212 durante una battaglia tra le truppe milanesi e quelle di Cremona.
Nel 1627 in piena dominazione spagnola, il paese fu assegnato in feudo alla famiglia Schinchinelli, che possedeva parecchie terre nella zona, mentre dal secolo successivo sino a tutto l'800 si registrò l'ascesa di due importanti e nobili famiglie, gli Jacini e i Turina, legati sia all'attività agricola in quanto proprietari di vasti appezzamenti di terreno e numerose cascine, sia e soprattutto all'attività industriale che andava imponendosi in quel tempo, la lavorazione della seta. In paese risultavano attivi a metà del XIX secolo quattro filande a vapore per il trattamento dei bozzoli, su un totale di 21 esistenti in tutto il territorio provinciale. L'attività tessile era la principale fonte di occupazione per gli abitanti del paese, che superarono per vari decenni le 6000 unità.
Nel 1867 i due comuni di San Vito e Polengo, fino ad allora autonomi, vennero soppressi ed aggregati a Casalbuttano. Il comune assunse quindi la denominazione di Casalbuttano ed Uniti.

### Simboli
Stemma
Lo stemma è stato riconosciuto con DCG del 9 luglio 1931.
Gonfalone
Il gonfalone è stato concesso con DPR del 6 marzo 1950.

## Monumenti e luoghi d'interesse
Nel centro storico di Casalbuttano si trovano alcuni edifici di un certo rilievo.
La chiesa parrocchiale, dedicata a san Giorgio, domina la piazza principale del paese. Esisteva già nel XII secolo ma l'edificio attuale fu realizzato tra il 1620 e il 1638, come anche il robusto campanile in mattoni alto 65 metri, che affianca la chiesa sul suo lato sinistro. La facciata, pur riprendendo nelle forme lo stile barocco del resto dell'edificio, è frutto di una ristrutturazione operata nel 1920. L'interno del tempio, a tre navate, conserva numerosi dipinti di pregio e uno dei più grandi e meglio conservati organi storici della provincia di Cremona, edificato nel 1831 dal varesino Luigi Maroni Biroldi ed ampliato nel 1892 da Natale Balbiani  di Milano.
La chiesa di San Francesco è un piccolo edificio, a navata unica, del XVII secolo. All'interno si trovano alcune tele di valore e sculture in legno di Giacomo Bertesi.
Il Palazzo Turina sede del municipio e il Palazzo Jacini sono due esempi di architettura signorile del XVIII secolo.

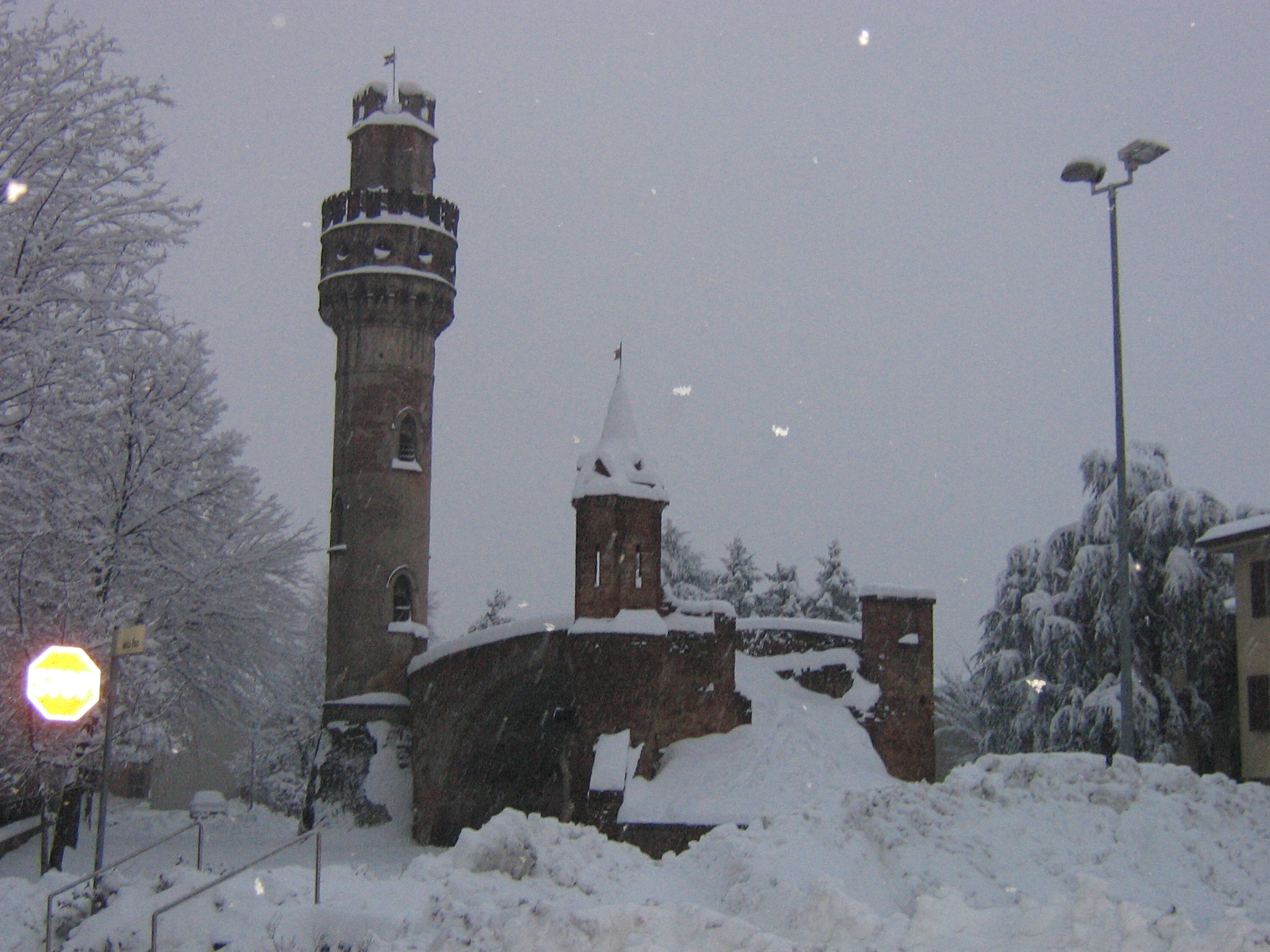
La Torre della Norma durante una nevicata

La Torre della Norma è una singolare costruzione neogotica collocata al centro di un parco. Fu eretta per ricordare il soggiorno a Casalbuttano di Vincenzo Bellini, compositore dell'omonima opera. Le fanno da contorno alcuni padiglioni dal gusto neogotico, e i resti delle scuderie.
Nella città si trova il santuario di Nostra Signora della Graffignana, situato lungo la strada provinciale SP86 nei pressi della frazione San Vito. L'edificio sacro fu costruito nel XVIII secolo sui resti di un più antico oratorio all'interno del quale la tradizione vuole sia avvenuto un evento miracoloso. L'interno, a unica navata, è costellato di ex voto.
La chiesa parrocchiale di Polengo è di antica origine, ma l'aspetto attuale è frutto di numerosi adattamenti avvenuti in varie epoche. L'elegante campanile è in mattoni a vista. Il tempio presenta un'inusuale planimetria a croce latina rovesciata, vale a dire con il braccio più lungo rivolto verso il presbiterio, segno di un probabile capovolgimento dell'orientamento della chiesa durante una sua fase di ristrutturazione.

## Società

### Evoluzione demografica
Abitanti censiti

## Infrastrutture e trasporti

### Ferrovie
Il paese dispone di una propria stazione ferroviaria posta lungo la linea Treviglio–Cremona.

## Amministrazione
| Periodo        | Periodo        | Primo cittadino    | Partito                    | Carica  | Note  |
| -------------- | -------------- | ------------------ | -------------------------- | ------- | ----- |
| 21 giugno 1985 | 24 giugno 1990 | Emanuele Zerbini   | Democrazia Cristiana       | Sindaco | [ 8 ] |
| 28 giugno 1990 | 24 aprile 1995 | Giuseppe Carrara   | Partito Comunista Italiano | Sindaco |       |
| 24 aprile 1995 | 14 giugno 1999 | Giuseppe Carrara   | sinistra                   | Sindaco | [ 9 ] |
| 14 giugno 1999 | 8 giugno 2009  | Guido Montagnini   | sinistra                   | Sindaco |       |
| 8 giugno 2009  | 26 maggio 2014 | Donato Daldoss     | centro-destra              | Sindaco |       |
| 26 maggio 2014 | 27 maggio 2019 | Gian Pietro Garoli | lista civica               | Sindaco |       |
| 27 maggio 2019 | 9 giugno 2024  | Gian Pietro Garoli | lista civica               | Sindaco |       |
| 9 giugno 2024  | in carica      | Paolo Bandera      | lista civica               | Sindaco |       |